# Bert van der Vegt
Albertus Hendrikus Franciscus (Bert) van der Vegt (Apeldoorn, 21 april 1933 – Hengelo, 1 januari 2007) was een Nederlands politicus van het CDA.
Hij was wethouder in Hengelo voor hij in april 1983 benoemd werd tot burgemeester van Ambt Delden. In 1998 ging hij daar met pensioen en nieuwjaarsdag 2007 overleed hij op 73-jarige leeftijd.